# John Mearsheimer
John Joseph Mearsheimer (ur. 14 grudnia 1947 w Nowym Jorku) – amerykański politolog, twórca teorii realizmu ofensywnego, wykładowca nauk politycznych na uniwersytecie w Chicago.

## Biografia
John Joseph Mearsheimer urodził się w grudniu 1947 roku w Nowym Jorku, w rodzinie Amerykanów pochodzenia niemiecko-irlandzkiego. Kiedy miał 8 lat, jego rodzina przeniosła się do pobliskiej miejscowości Croton-on-Hudson.
W wieku 17 lat Mearsheimer zaciągnął się do armii amerykańskiej. Po roku służby w stopniu szeregowca w 1966 roku otrzymał nominację do Akademii Wojskowej Stanów Zjednoczonych w West Point. Studiował 4 lata, uzyskał tytuł licencjata i awans na stopień podporucznika. Po ukończeniu studiów Mearsheimer służył następnie przez pięć lat jako oficer Sił Powietrznych Stanów Zjednoczonych.
W 1974 r. uzyskał tytuł magistra stosunków międzynarodowych na Uniwersytecie Południowej Kalifornii. Następnie studiował na Cornell University, gdzie w 1980 roku obronił doktorat ze stosunków międzynarodowych. W latach 1978–1979 pracował jako pracownik naukowy w Brookings Institution w Waszyngtonie; w latach 1980–1982 był asystentem w Centrum Spraw Międzynarodowych Uniwersytetu Harvarda. W latach 1998–1999 był analitykiem w Council on Foreign Relations w Nowym Jorku.
Od 1982 roku Mearsheimer jest wykładowcą Wydziału Nauk Politycznych Uniwersytetu w Chicago. W 1984 r. został profesorem nadzwyczajnym, w 1987 profesorem zwyczajnym. W latach 1989–1992 był kierownikiem Katedry Nauk Politycznych.
Od 1970 r. żonaty z Mary Cobb. Ma troje dzieci.

## Książki przełożone na język polski (wybór)
- Lobby izraelskie w USA, 2011
- Dlaczego politycy kłamią: Cała prawda o kłamstwie w polityce międzynarodowej, 2012
- Tragizm polityki mocarstw, 2019
- Wielkie złudzenie. Liberalne marzenia a rzeczywistość międzynarodowa, 2021
- Izraelskie lobby a polityka zagraniczna USA, 2022
- Jak myślą państwa? Racjonalność w polityce zagranicznej, 2023